# 120 откуцаја у минути (филм)
120 откуцаја у минути је француски драмски филм из 2017. године у режији Робина Цампила и у главним улогама Нахуел Перез Бисцаиарт, Арнауд Валоис и Аделе Хаенел. Филм говори о хомосексуалности и епидемији АИДС-а, у Француској деведесетих година 20. века. Цампило и сценариста Филип Мангеот осмилили су филм на основу својих личних искустава са удружењем АCT UP.
Светску премијеру имао је на Канском филмском фестивалу 2017. године, а затим су уследиле пројекције на осталим фестивалима. У Кану је освојио критику и четири награде, укључујући и Гранд При. Надаље је освојио шест награда Цезар, укључујући најбољи филм и друга признања.

## Радња
Почетком деведесетих група активиста против ХИВ / АИДС -а повезана са париским огранком ACT UP-а борила се да предузме акције за борбу против епидемије АИДС-а. Док је француска влада изјавила да намерава да подржи оболеле од ХИВ / АИДС-а, ACT UP организује јавне протесте против њиховог спорог темпа, оптужујући владу за цензуру и минимизирајући борбу против болести. Када фармацеутска компанија Мелтон Фарм објави своје планове за откривањем резултата испитивања ХИВ-а на истакнутој фармацеутској конференцији следеће године, ACT UP упада у њене канцеларије, лажном крвљу прља просторије и захтева да одмах објави своје резултате испитивања. Док ACT UP помало напредује својим јавним протестима, његови чланови жестоко расправљају о стратегији групе, са сукобљивим циљевима, са супротстављеном естетиком позитивности и беде. ACT UP бори се за планирање ефикасније Параде поноса него претходних година, подсећајући на депресивну, "зомби" атмосферу коју је створила епидемија АИДС-а.
Филм се постепено пребацује из политичке приче акција ACT UP-а у личне приче чланова ACT UP-а. Џереми младић позитиван на АИДС води причу у којој је преживети најбитније, али његово здравствено стање опада, те он умире. По његовој жељи, група парадира на улицама после његове смрти, стављајући своје име и лице у ред жртава АИДС-а. Геј, ХИВ-негативан придошлица, Нејтан, почиње да се заљубљује у страственог ХИВ позитивног ветерана Шона. Нејтан и Шон започињу сексуалну везу, али Шон већ показује знакове напредовања болести. Нејтан се брине за Шона док обоје разговарају о својој сексуалној историји. Када је Шон из болнице пуштен у Нејтанов стан на кућну негу, Нејтан га еутаназира како би му прекратио муке, а ACT UP држи бдење у Нејтановом дому. Према Шоновој жељи, учесници упадају у конференцију здравственог осигурања и посипају његов пепео преко чланова конференције и њихове хране.

## Улоге
Нахуел Перез Бискајарт као Шон Dalmazo
Арнаулд Валоа као Нејтан
Адел Хаенел као Софи
Антоан Реинартс као Тибол

## Продукција
Редитељ Робин Цампило написао је сценарио, описујући себе као "ACT UP милитанта у 90-има", што значи да није имао потешкоћа са приказивањем догађаја баш онаквим каквим су били. Једна сцена се такође заснивала на његовом личном искуству са епидемијом АИДС-а, јер је рекао: "Обукао сам дечка на његову смрт". Сценариста Филип Мангеот такође је био укључен у ACT UP.
У Кану, Цампило је објаснио своју одлуку да настави са режирањем филма, рекавши да је "БПМ пре свега филм који сам желео да направим тамо где се снага речи трансформише у чисте тренутке акције". Буџет у износу од пет милиона долара прикупљен је у неколико месеци.

## Издање
Филм је имао своју светску премијеру на Канском фестивалу 2017. године. 24. јуна отишао је на Московски међународни филмски фестивал, након чега је уследио Новозеландски међународни филмски фестивал у јулу. С обзиром да је број филмова на Међународном филмском фестивалу у Торонту смањен од 2016. године, БПМ (откуцаја на минуту) је ипак изабран за фестивал 2017. у септембру.
У Кану, дистрибутерска кућа Оrchard стекла је америчка права на дистрибуцију филма. Објављен је у Француској 23. августа 2017, како је и планирано.

### Инциденти
Дана 4. фебруара 2018. године група хришћанских демонстраната који држе иконе и певају црквене песме пореметила је пројекцију БПМ-а у Румунском сељачком музеју у Букурешту. Приказујући транспаренте са националистичким и хришћанским порукама, демонстранти су тврдили да је "филм са овом радњом недопуштено приказивати" у Музеју сељака Румуније, јер "то је филм о хомосексуалцима", а "румунски сељак је православни хришћанин."  После пола сата спора, полиција је демонстранте извела из биоскопа. Пројекција БПМ-а била је део низа догађаја посвећених месецу ЛГБТ историје. Редитељ Тудор Гиургиу, присталица ЛГБТ права и сведок онога што се догодило, критиковао је на Фејсбуку такве демонстрације и затражио мере заштите у биоскопским салама у којима се приказују филмови ЛГБТ тематике.

## Пријем

### Критички пријем
На француском агрегатору за ревизију AlloCiné, филм има просечну оцену од 4,5 од 5 на основу 31 критичара, што га чини највише оцењеним филмом године. Садржи 98% оцену одобрења на вебсајту агрегатора за рецензије Rotten Tomatoes, на основу 107 прегледа, са просечном оценом од 7,8 / 10. Критички консензус веб странице гласи: „Без прибегавања мелодрами, БПМ нуди завидан поглед на кључни период историје који остаје у гледаоцима дуго након завршетка одјавне шпице“. Што се тиче Metacriticа, филм има оцену 84 од 100, засновану на 25 критичара, што указује на "опште признање".
Јада Иуан, пишући за Vulture.com, говорила је о томе да га је филм дирнуо до суза, хвалећи га као "јединствен, интиман портрет заједнице изнутра". Питер Ховелл, изТоронто звезде,  приметио је да су француски критичари у Кану углавном узбуђени због филма и иѕјавио је да је филм заслужио главну награду. Критичар Ванити Фаир Ричард Лавсон оценио је филм као "напола трезвени и истражујући документаризам и напола искривљени приказ болести". Критичари Лавсон-а и Холливоод Репортера упоредили су филм са Лари Крамеровом представом Нормално срце.

### Похвале
Филм се такмичио за Златну палму у главном такмичарском делу на Канском фестивалу 2017. године . У јулу 2017. уврштен је међу 10 филмова у конкуренцији за награду Лук . На 90. наградама академије изабран је за француски филм за најбољи филм на страном језику, али није номинован.